# Boris Dmitrijewitsch Parygin

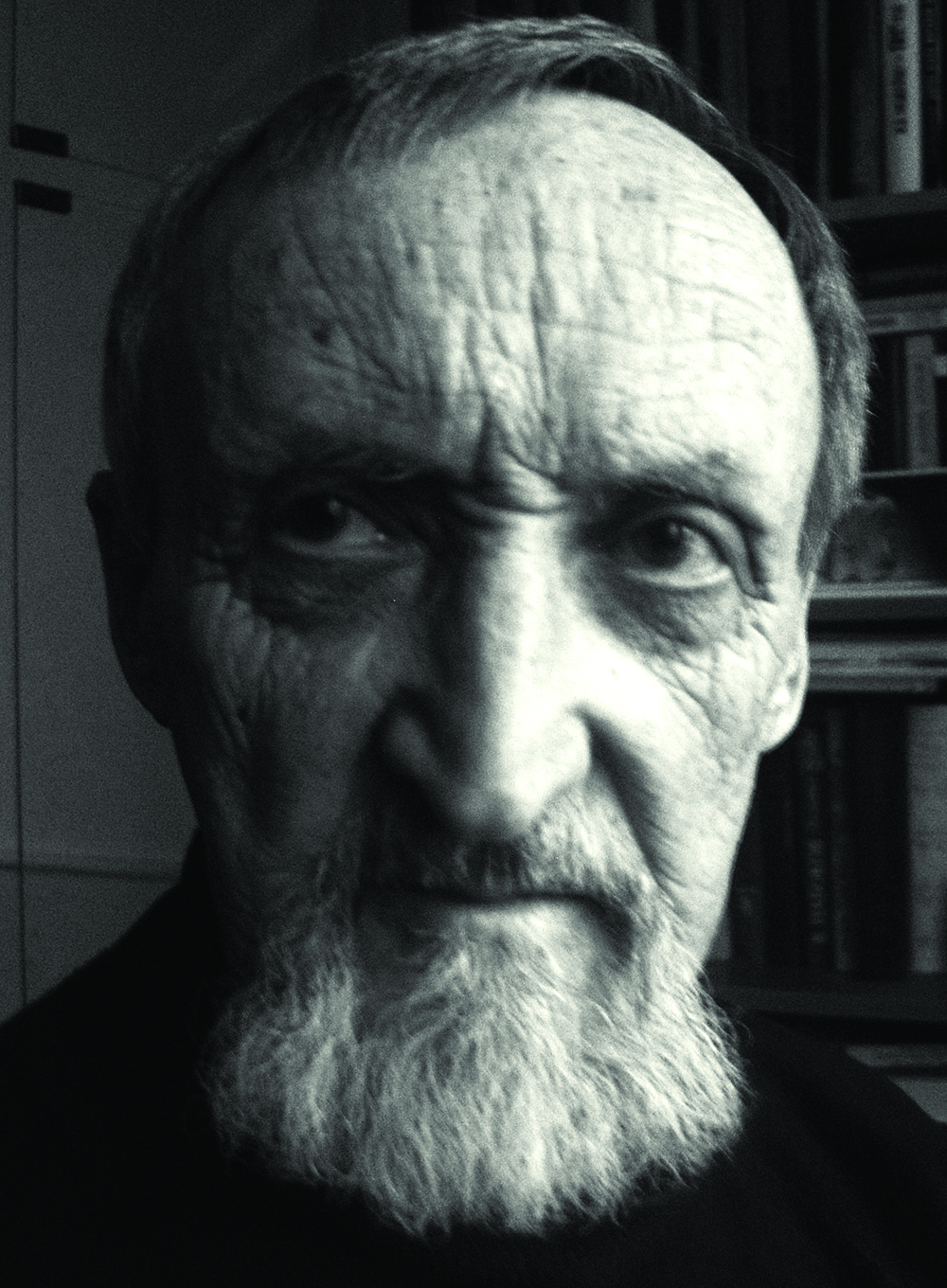
Boris D. Parygin (2009)

Boris Dmitrijewitsch Parygin (russisch Борис Дмитриевич Парыгин; * 19. Juni 1930 in Leningrad; † 9. April 2012 in Sankt Petersburg) war ein russischer Philosoph, Soziologe und Psychologe. Er gilt als führender Vertreter der philosophisch-soziologischen Richtung in der Sozialpsychologie und als deren Begründer in Russland.

## Leben
Parygin absolvierte die philosophische Fakultät der Staatlichen Universität Sankt Petersburg (damals LGU, 1953). Er erwarb den Doktorgrad der Philosophie und habilitierte sich über das Thema „Sozialpsychologie als Wissenschaft (Fragen der Geschichte, Methodologie und Theorie)“ (LGU, 1967).
Als Professor und Dekan für Forschung unterrichtete er an der philosophischen Fakultät der Leningrader Universität (1953–1957); im Weiteren war er am Medizinischen Institut für Pädiatrie tätig (1957–1962). Am Leningrader Staatsinstitut für Pädagogik namens Herzen war er Professor mit Lehrstuhl, wo er das Labor für sozialpsychologische Forschungen und die erste Fakultät für Sozialpsychologie in der UdSSR gegründet hatte (1968–1976). Er leitete die Abteilung für sozialpsychologische Probleme am Institut für sozialwirtschaftliche Probleme bei der Russischen Akademie der Wissenschaften (1976–1992). An der Sankt-Petersburger Universität für Geisteswissenschaften leitete er den von ihm gegründeten Lehrstuhl für Sozialpsychologie (SPbGUP, 1992–2012).

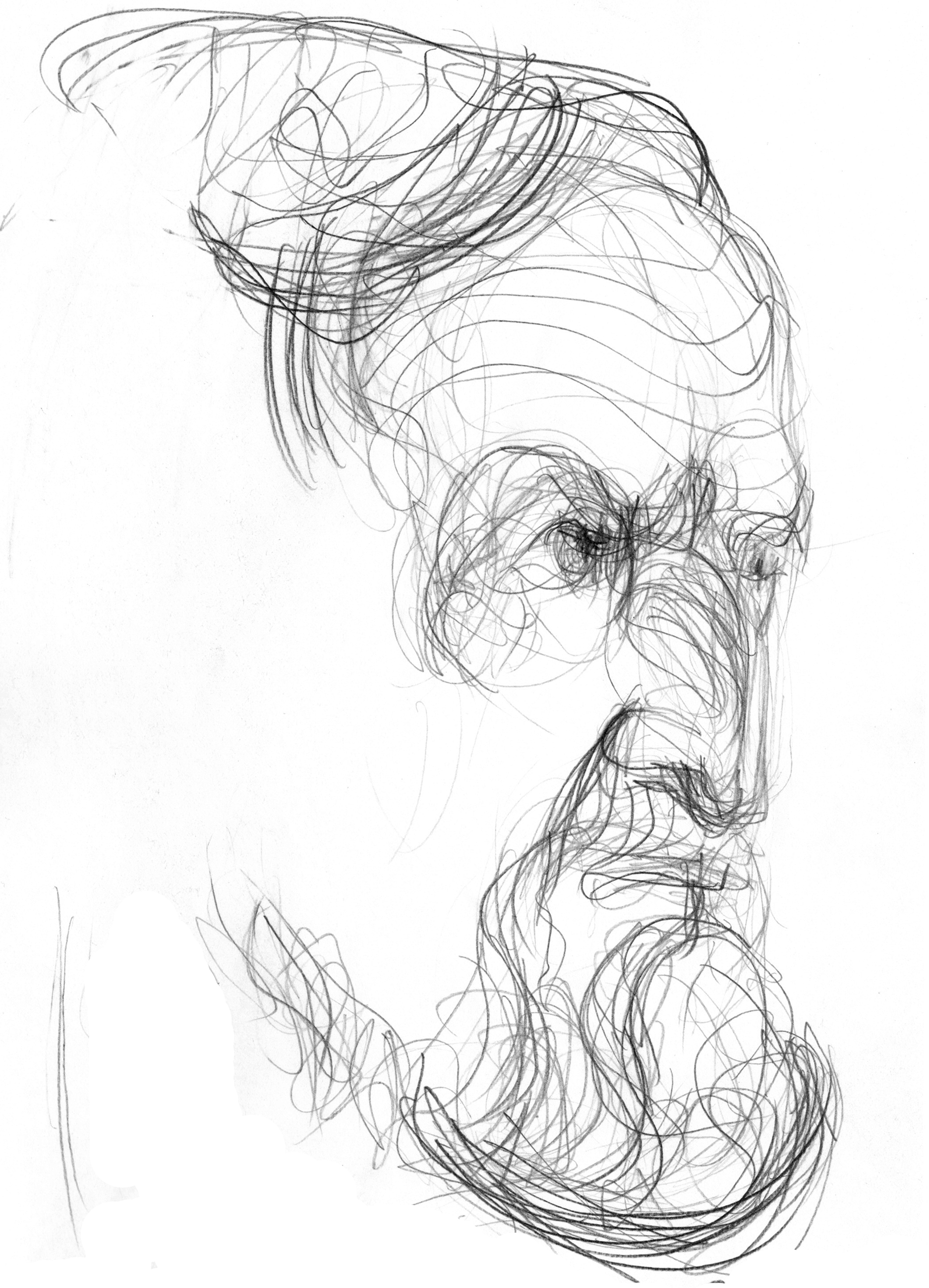
Porträt von Boris Parygin (2002)

### Wissenschaftlicher Beiträge
Boris Dmitrijewitsch Parygin
- erarbeitete die theoretischen Grundlagen der Sozialpsychologie als eigenständiges System der Wissenschaft: Methodologie, Gegenstand und Anwendungsbereiche, Struktur, Funktionen und Status im Bereich der geisteswissenschaftlichen und naturwissenschaftlichen Kenntnisse (1960–1964).
- erarbeitete Konzeption des Wesens, der Dynamik und Rolle der öffentlichen Stimmung in der Lebenstätigkeit der Gesellschaft (1964–1966).
- schuf und argumentierte Grundlagen der allgemeinen sozialpsychologischen Theorie, vertreten durch zwei grundlegende Kategorien – Persönlichkeit und Kommunikation (1960–1971).
- entwickelte Methoden der Diagnostik, Prognostizierung und Regelung des sozialpsychologischen Klimas in der Gesellschaft (1976–1981).
- erarbeitete Konzeption und Methoden für Einschätzung der psychologischen Bereitschaft der Behörden zur Gebietsverwaltung unter den Bedingungen der sozialen Transformation (1986–1992).
- erarbeitete das Instrumentarium des Trainings für nachdiagnostische Korrektion der Innengruppenbeziehungen (1992–1994).
- erarbeitete bestimmte Besonderheiten der Phänomenologie der führenden Rolle und die Methoden ihrer Klassifikation (1973–1999).
- prägte und prüfte das strukturelldynamische Herangehen an die Modellierung der sozialpsychologischen Erscheinungen (1999).

Parygin schrieb 10 große Monographien und mehr als 400 Artikel, ein Teil von denen in andere Sprachen übersetzt wurde (ins Englische, Französische, Deutsche, Japanische, Spanische, Chinesische, Portugiesische, Bulgarische, Tschechische, Slowakische, Ungarische, Litauische, Lettische und andere).
Unter den für ihn wichtigen Wissenschaftlern, nannte Parygin: Gordon Allport, Gustave Le Bon, Karl Marx, Friedrich Engels, Georgi Plechanow, Jacob Moreno, Sigmund Freud, Arthur Schopenhauer, Nicolai Hartmann, Georges Gurvich, Talcott Parsons, Erich Fromm, Paul Baran.

### Bücher (Auswahl)

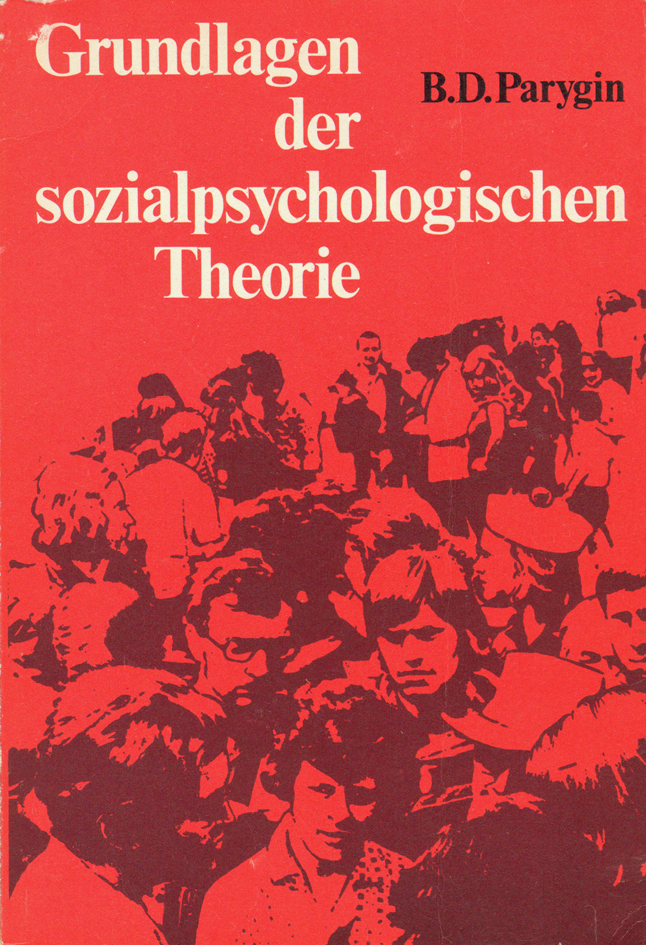
Grundlagen der sozialpsychologischen Theorie. 1976.

- Sozialpsychologie. Anfänge und Aspekte. SPbGUP, Sankt Petersburg, 2010. (russ.)
- Sozialpsychologie. Lehrbuch. SPbGUP, Sankt Petersburg, 2003. (russ.)
- Anatomie der Kommunikation. Verlag von Michajlov, Sankt Petersburg, 1999. (russ.)
- Sozialpsychologie. Probleme der Methodologie, Geschichte und Theorie. SPbGUP, Sankt Petersburg, 1999. (russ.)
- Sozialpsychologie der Territorialselbstleitung. Unigum, Sankt Petersburg, 1993. (russ.)
- Wissenschaftlich-technische Revolution und Persönlichkeit. Politizdat, Moskau, 1978. (russ.)
- Wissenschaftlich-technische Revolution und Sozialpsychologie. Gesellschaft Znanie, RSFSR, Leningrader Organisation, Leningrad, 1976. (russ.)

- Grundlagen der sozialpsychologischen Theorie. Mysl, Moskau, 1971. (russ.).
  - Grundlagen der sozialpsychologischen Theorie. Pahl-Rugenstein Verlag, Köln, 1982. — 264 S. ISBN 3-7609-0186-7
  - 社会心理学原論, 海外名著選〈76〉. 明治図書出版. 1977. — 281 S. (auf Japanisch).
  - Grundlagen der sozialpsychologischen Theorie. VEB, Berlin, 1976. — 266 S.
  - Grundlagen der sozialpsychologischen Theorie. Pahl-Rugenstein Verlag, Köln, 1975, ISBN 3-7609-0186-7.
  - Grundlagen der sozialpsychologischen Theorie. 1. Auflage. Deutscher Verlag der Wissenschaften, Berlin, 1975, DNB 200869256.

- Gesellschaftliche Stimmung. Mysl, Moskau, 1966. (russ.)
- Sozialpsychologie als Wissenschaft. 2., durchgesehene und ergänzte Auflage. Lenizdat, Leningrad, 1967. (russ.)

- Sozialpsychologie als Wissenschaft. LGU, Leningrad, 1965. (russ.)
  - A psicologia social como ciência. Rio de Janeiro: Zahar Ed. 1972. — 218 S. (auf Portugiesisch).
  - Социалната психология като наука. София. 1968. — 240 S. (auf Bulgarisch).
  - Sociialni psychologie jako veda. Praha. 1968. — 192 S. (auf Tschechisch).
  - La psicologia social como ciencia. — Montevideo: Pueblos Unidos. 1967. — 249 S. (auf Spanisch).

- Was ist Sozialpsychologie.ohne Verlag, Leningrad, 1965. (russ.)

### Artikel
- Advance of science and technology and the problem of self-realization of an tndividual // Proceedings of the 2nd Finnish-Soviet symposium on personality. — Tampere. — 1983, June 14-16.  (englisch)
- The subject matter of social psychology // American Psychologist. Vol. 19 (5). May 1964, p. 342-349. (englisch)
- On the subject of social psychology // Joint publications research. 16 apr.1963. Washington D.C. (englisch)
- Bemerkungen zum Gegenstand der Sozialpsychologie // Gesellschaftswissenschaftliche. Beitrage #8, Berlin. — 1963, — S. 889–898.
- К вопросу о предмете социальной психологии // Вопросы психологии. — 1962. — № 5.  (russ.)
- Ленин об общественных настроениях // Вестник ЛГУ. — № 17. Сер. Экономика, философия и право. — 1952. — Вып. 3.  (russ.)